# Damon Dash

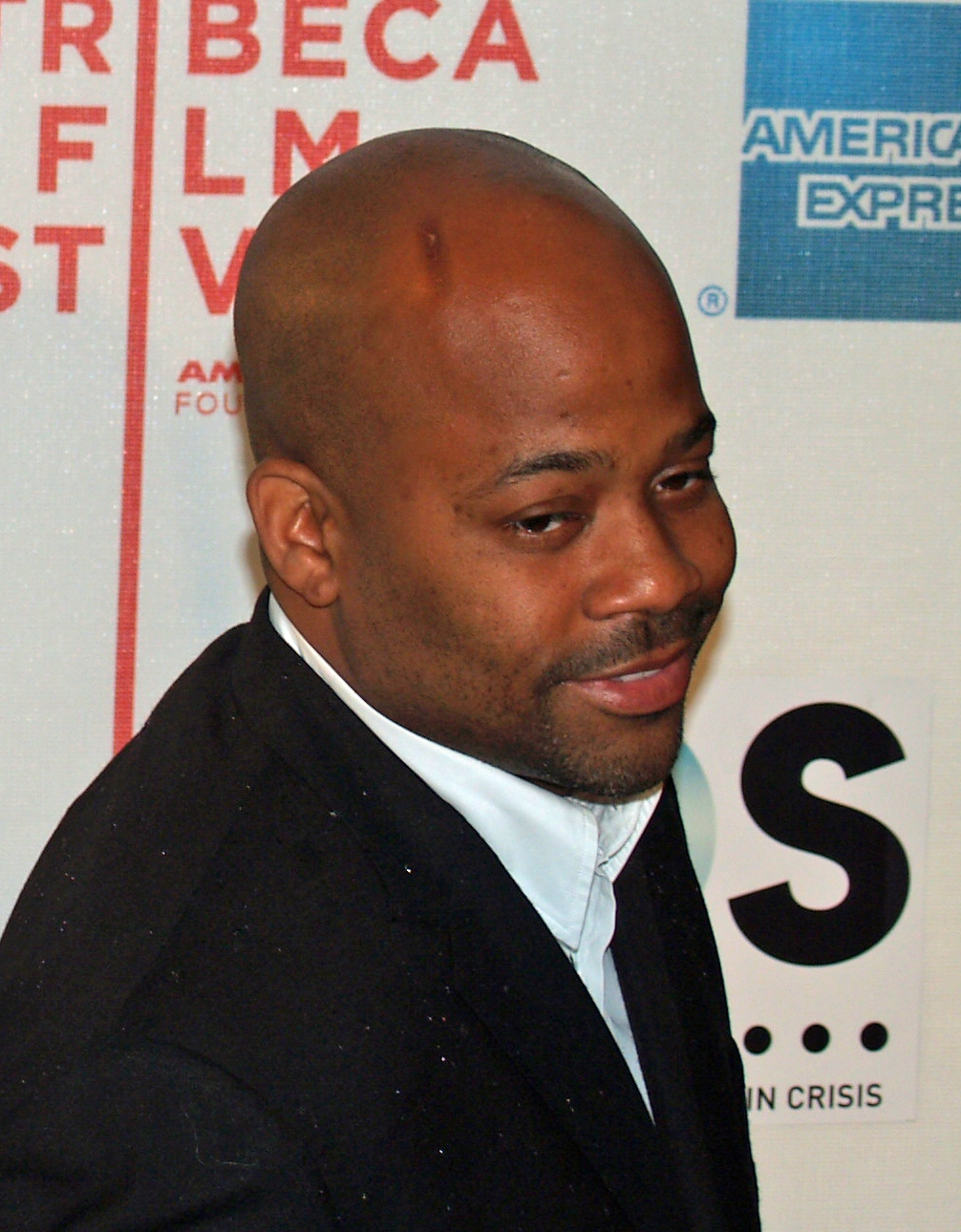
Damon Dash, 2017

Damon Dash (* 3. Mai 1971 in New York City) ist ein US-amerikanischer Unternehmer und Musikmanager.
Der langjährige Geschäftspartner von Jay-Z war Mitbegründer und CEO von Roc-A-Fella Records. Unter Dash schaffte Roc-A-Fella Records mit zahlreichen Unternehmensbeteiligungen den Sprung in andere Unternehmensbereiche. Des Weiteren gründete er, zusammen mit Jay-Z, das Modelabel Rocawear Clothing und die Produktionsfirma Dash Films.
Nach dem Verkauf von Roc-A-Fella Records gründete er das neue Label dashmusicgroup mit Künstlern wie Sizzla oder Grafh.
Er war vor dem Tod Aaliyahs noch ein Jahr mit der Sängerin zusammen.
Heute ist er mit der Modedesignerin Rachel Roy verheiratet und hat zwei Töchter mit ihr.